# Bryum buchense
Bryum buchense là một loài rêu trong họ Bryaceae. Loài này được Osterwald & Warnst. mô tả khoa học đầu tiên năm 1906.